# Джон Картер: Між двох світів
«Джон Ка́ртер: Між двох світів» (англ. John Carter) — американський науково-фантастичний пригодницький бойовик Ендрю Стентона, поставленний за книгами Едгара Райса Барроуза «Принцеса Марса» і частково «Боги Марса». Хоча початкова дата першопоказу була 8 червня 2012, в січні 2011 Disney пересунула її на 7 березня 2012.

## Сюжет
Фільм починається зі сцени, де на Марсі очільнику однієї зі сторін в битві на повітряних кораблях люди, які називають себе посланцями богині, вручають могутню зброю. На Землі після раптової смерті колишнього учасника громадянської війни в США Джона Картера його небіж, Едгар Райс Барроуз, приїжджає на похорони. Згідно з інструкціями Картера, тіло покладено в гробницю, чомусь сконструйовану так, щоб її можна було відчинити лише зсередини. Його адвокат передає щоденник Картера Барроузу, сподіваючись, що той знайде ключ до розгадки смерті Картера.
Дія переноситься на кілька років у минуле, де в Аризоні полковник Пауелл заарештовує Картера. Пауелл, знаючи про військову службу Картера, просить його допомогти в боротьбі з індіанцями. Картер відмовляється, заявляючи, що він вже виконав свій борг перед країною і при цьому втратив сім'ю. Картер тікає з-під варти, але натрапляє на індіанців, переслідуваний Пауеллом. Після сутички поранений Пауелл покидає погоню, а Картер ховається в печері, що виявляється легендарною «Печерою Золотого Павука», святинею індіанців. Несподівано в печері виникає якась істота, яку Картер вбиває і забирає в неї дивний медальйон. Торкнувшись медальйона, Джон непритомніє, а отямлюється в пустелі, ще не знаючи, що потрапив на Марс.
Через нижчу, ніж на Землі силу тяжіння, Картер мусить заново вчитися ходити, але в цих умовах виявляється сильнішим, аніж вдома. Пройшовшись пустелею, він натрапляє на місце вилуплення невідомих істот і потрапляє в полон до дорослих особин, чотирируких прямоходячих істот з зеленою шкірою. Марсіани поять картера рідиною, яка дозволяє йому розуміти їхню мову. Так він дізнається, що опинився серед однієї з рас, Тарків.
Тим часом Саб Тан пропонує покласти край війні міст Геліуму та Зоданґи, одружившись на принцесі Геліуму Деї Торріс. Проте принцеса, під виглядом солдата, втікає з летючого корабля, підозрюючи, що це пастка правителя Зоданґи. Вождь Тарків Тарс Таркас, почувши про неймовірну здатність Картера до стрибків, наказує показати свої можливості. В цей час наближаються судна Геліуму та Зоганди. Побачивши падаючу Дею Торріс, Картер рятує її і, забравши меч, вступає в бій з переслідувачами. В результаті два судна падають і їх розграбовують Тарки. Тут від Деї Картер і дізнається, що опинився на Марсі, Барсумі, як його називають марсіани. Через деякий час після того Картер, у супроводі Деї, намагається знайти спосіб повернутися на Землю, і натикається на руїни священних для Тарків храму. Тарки розцінюють це як святотатство, але Таркас відпускає Дею, Картера і свою дочку Солу. Діставшись річкою до загадкової споруди, вони розуміють яким чином Картер потрапив на Барсум і якою силою володіє Саб Тан — йому допомогли напівміфічні Терни.
Серед Тарків лідер клану Вархун наздоганяє Картера. Після битви його і Дею знаходять війська Геліуму з Саб Таном, який переконує, що бажає миру. Картер розшукує її, Дея Торріс вирішує попрощатися з ним, повідомивши слова, які активують амулет та повернуть Картера на Землю. Картер не користується амулетом одразу, а згодом його захоплює один з Тернів, Матай Шанґ. Той розповідає, що знає звідки Картер прибув, а Терни вже бували на Землі. Вони планують вбити Дею та зробити Саб Тана правителем планети, щоб скерувати історію в вигідне Тернам русло. Терни «харчуються» планетами, і коли Марс загине, візьмуться за Землю.
Картеру вдається втекти і дістатися до Тарків, котрі кидають його на арену. Коли він перемагає звірів на арені, Тарки, вражені силою Картера, ідуть за ним на Геліум. Військо вривається в місто під час весільної церемонії. Картер перемагає Саб Тана, чим зриває злодійський план Зоданґи. Картер одружується на Деї і стає принцом Геліуму. Вночі він вирішує залишитися назавжди на Марсі і викидає свій медальйон. Користуючись цією можливістю, поряд з'являється Матай Шанґ, який насильно відправляє Картера на Землю.
Картер повертається в «Печеру Золотого Павука», де його тіло перебувало весь цей час, але береться за пошуки способу знову перенестися на Барсум. Протягом кількох років він розшукує Тернів на Землі в надії знайти один з їхніх медальйонів і врешті дістає один. Через підозри, що Терни знають про це, Картер інсценізує власну смерть, залишивши для Барроуза вказівки в щоденнику, зокрема оберігати його тіло, інакше двійник Картера на Барсумі помре.
Дочитавши до цього місця, Барроуз біжить до могили Картера і відчиняє її, розгадавши шифр. Недалеко стоїть Терн, який спостерігає за цим. Всередині Ед не виявляє Картера. В цей момент за спиною з'являється Терн, якого Картер, стоявши за ним, вбиває та отримує медальйон, якого він насправді не знайшов, а завдяки своєму племіннику здобув тільки зараз. Він пропонує Барроузу радіти життю на Землі і спробувати писати книги (натякаючи на те, що книги письменника Едгара Райса Барроуза описували реальні події), а сам лягає до могили та промовляє слова, що повертають Картера на Барсум.

## У ролях
- Тейлор Кітч — Джон Картер
- Лінн Коллінз — Дея Торріс
- Марк Стронґ — Матай Шанґ
- Саманта Мортон — Сола
- Кіаран Гайндс — Таргос Морс
- Віллем Дефо — Тарс Таркас
- Домінік Вест — Саб Тан
- Джеймс Пюрфой — Кантос Кан
- Деріл Сабара — Едґар
- Браян Кренстон — Пауел
- Поллі Вокер — Саркоджа
- Томас Гейден Черч — Таль Хаджус
- Ніколас Вудесон — Ной Долтон
- Ейлін Пейдж — Стара
- Дон Старк — Дікс
- Едмунд Кенте — Телеграфний клерк
- Руперт Фрейзер — Томпсон
- Голлі Вестон — Дружина Картера
- Дасті Сорг — Капрал
- Крістофер Гудман — Пристав
- Шон Керріган — Кавалерист
- Девід Швіммер — молодий воїн Тарк
- Джон Фавро — генерал Зоданґи

## Українська версія
Фільм дубльовано на студії «Le Doyen» на замовлення «Disney Character Voices International Inc» у 2012 році. Перекладач і автор синхронного тексту: Сергій Ковальчук. Режисер дубляжу: Іван Марченко. Ролі дублювали:
- Дмитро Лавров — Джон Картер
- Тала Калатай — Дея Торріс
- Михайло Кришталь — Матай Шанг
- Борис Георгієвський — Тарс Таркас
- Олена Хижна — Сола
- Володимир Кокотунов — Саб Тан
- Ігор Рода — Кантос Кан
- Павло Лі — Едґар
- Костянтин Лінартович — Таргос Морс
- Євген Пашин — Пауел
- Анатолій Пашнін — Ной Долтон
- Микола Карцев — Дікс
- Юрій Висоцький — Томпсон

А також: Михайло Кукуюк, Володимир Жогло, Ірина Дорошенко, Віталій Дорошенко, Вікторія Хмельницька, Дмитро Бузинський, Олексій Череватенко, Олександр Пономаренко та інші.

## Оцінки й відгуки
На агрегаторі кінорецензій Rotten Tomatoes фільм зібрав 52 % позитивних рецензій критиків з консенсусом: «У той час як „Джон Картер“ виглядає приголомшливо і забезпечує свою частку гострих відчуттів, він також страждає від нерівномірного темпу та іноді незрозумілих сюжетів і характеристик». На Metacritic середня оцінка склала 51 бал зі 100.
Річард Корлісс у «Time» відгукнувся, що фільм нагадує вестерни, де тарки — це індіанці, геліумці — мирні поселенці, а воїни Зоданґи — розбійники. Тож Джону Картеру як заїжджому чужинцеві належить розв'язати їхній тристоронній конфлікт, але цей вестерновий сюжет мало використовується. «Аватар» у цьому плані обігрує штампи про героя-прибульця, що допомагає «хорошим хлопцям» перемогти, значно вдаліше. Й хоча екранізація пропонує фантастичні пейзажі, літаки, істот, всьому цьому бракує піднесеності. Адже Джон Картер був Флешем Гордоном, Баком Роджерсом і Люком Скайвокером своєї епохи з відповідними деталями світу. У фільмі ж 2012 року він не досить виразний, щоб стати таким героєм, як заслуговує. «Фільм міг бути тріумфом або, що ще більш привабливо, диким безумством […] Але він не виходить за рамки і не перевертає жанр, який більш чи менш винайшов ще Барроуз». Згідно з Тоддом Маккартні із «The Hollywood Reporter», якби «Аватара» ніколи не існувало, цілком можливо, що «Джон Картер» був би жанровим проривом і посів його місце поміж історій про землянина, що закохується в інопланетну аборигенку й допомагає її народу побороти загарбників.
Згідно з Пітером Дебрюге з «Variety», екранізація книг неправильно розставляє акценти. «Хоча 9-футові зеленошкірі тарки виглядають так, як їх описав Барроуз, вони на диво непривабливі для людських очей». Але саме їм відводиться той екранний час, який варто було приділити червоношкірим марсіанам і їхній представниці Деї Торіс. Щодо сюжету, критик писав — «Пишучи століття тому, Барроуз побачив світ, у якому расові конфлікти загрожують світовій гармонії», проте фільм замало висвітлює цю тему. Через усе це авдиторії складно асоціювати себе з ким-небудь із персонажів. Барроуз мало описував минуле Джона Картера, надавши більшого значення його досвіду після потрапляння на Марс. А фільм намагається показати якусь особисту трагедію, що переслідує героя. В цілому, з екранізації не видно, що вона використовує один з найвпливовіших для сучасної культури творів: «Подекуди фільм, здається, запозичує безпосередньо у Джорджа Лукаса та Стівена Спілберга, та правда в тому, що ні „Зоряних воєн“, ні „Індіани Джонса“ не існувало б, якби раніше не було Барроуза».
Алонсо Дюральде із «TheWrap» писав, що назва фільму надто непримітна, а сам сюжет має замало гостроти. «У фільмі не бракує інцидентів: регулярні з'являються битви на планерах, потаємні кімнати чи бої на арені, але сюрпризів майже немає» — писав критик. Також підкреслювалося, що вплив першоджерела на масову культуру робить його шаблонним і отже складним для успішної екранізації. Так, Дея Торіс, яка стала прообразом «розумної принцеси» для багатьох творів, виглядає у фільмі просто неоригінальною. Зазначалося, що анімація різних нелюдських персонажів чудова, проте зелених марсіан важко розрізняти.
Пітер Бродшоу в «The Guardian» стверджував, що від фільму можна очікувати, ніби на Марсі проводитимуться паралелі з земними проблемами. Так, тарків можна порівняти з корінними американцями, але інші паралелі неясні, тож земний досвід Джона Картера не має значення. Головний герой незворушний та нудний, як і сам Марс. Фільму бракує фантазії, дотепності, присутніх в інших творіннях Pixar-Disney.
Попри критику, «Джон Картер» неодноразово опинявся в переліках недооцінених фільмів і описувався як вартий перегляду.

## Адаптації
- «Джон Картер: світ Марса» (англ. John Carter: The World of Mars, 2011—2012) — комікс, виданий Marvel Comics[15].
- «Джон Картер: новелізація фільму» (англ. John Carter: The Movie Novelization, 2012) — роман-новелізація Стюарта Мура[16].